# Józef Zawadzki
Józef Zawadzki (* 14. Juli 1886 in  Warschau; † 22. Februar 1951 ebenda) war ein polnischer Chemiker (Technische Chemie).

## Leben
Zawadzki studierte Chemie und Chemieingenieurwesen in Warschau, Krakau und an der TH Karlsruhe und wurde 1910 in Krakau promoviert. Danach war er Assistent in Karlsruhe und Chemiker und am Ende Leiter einer Schwefelsäurefabrik. 1915 wurde er Assistent für allgemeine Chemie am Polytechnikum (heute Technische Universität Warschau) in Warschau und hielt außerdem 1916 bis 1918 an der Universität Warschau und am Polytechnikum Vorlesungen über Physikalische Chemie. 1918/19 war er Lehrstuhlvertreter (anorganische technische Chemie) und 1923 habilitierte er sich, wonach er außerordentlicher Professor und ab 1929 ordentlicher Professor am Polytechnikum war. 1936 bis 1939 war er dort Rektor. Während der deutschen Besatzung im Zweiten Weltkrieg organisierte er das Untergrund-Polytechnikum mit und war nach dem Krieg im Rat des Bildungsministeriums am Wiederaufbau des Polytechnikums beteiligt und als Wissenschaftler am Wiederaufbau und Aufbau der chemischen Industrie in Polen. Der älteste Vorlesungssaal im Polytechnikum ist nach ihm benannt.
Anfangs befasste er sich unter anderem mit chemischen Problemen der polnischen Kohleindustrie (wie Anthracen), Naphthalinen, mit Oxidation von Ammoniak (auf Platin bei niedriger Temperatur) und Gewinnung von Schwefelsäure und Zement aus Gips, Gewinnung von Aluminiumoxid aus polnischem Kaolin und Aluminiumsilikat, später mit Festkörperreaktionen und thermischer Dissoziation von Feststoffen.
Im Zweiten Weltkrieg war er an der Operation Most III des polnischen Widerstandes beteiligt (1943/44), bei der V-2 Teile erbeutet und getestet wurden (die Raketen gingen nach Tests in Peenemünde teilweise in Polen zu Boden) und ein Exemplar im Juli 1944 nach Großbritannien ausgeflogen. Zawadzki analysierte mit seinem Kollegen vom Polytechnikum Marceli Struszyński (1880–1959) den Treibstoff der V-2.
Er war Präsident der Polnischen Chemischen Gesellschaft und er war Mitglied der Polska Akademia Umiejętności (PAU). 1947 wurde er Ehrendoktor des Polytechnikums.
Seine Tochter Anna Zawadzka (1919–2004) war aktiv in der Pfadfinderbewegung, Lehrerin, Autorin und am Warschauer Aufstand beteiligt. Sein Sohn Tadeusz Zawadzki (1921–1943) war 1943 einer der Leiter der Operation Arsenal des polnischen Widerstandes (erfolgreiche Befreiung von Gefangenen wie Jan Bytnar aus Gestapohaft). Er fiel bald darauf bei einem Kommandounternehmen des polnischen Untergrunds.

## Schriften
- Technologia chemiczna nieorganiczna, 2 Bände, 1948/49